# Laufgrad
Der in der Getriebetechnik benutzte Laufgrad F (auch Beweglichkeitsgrad, oder Getriebefreiheitsgrad) bestimmt die Anzahl der voneinander unabhängigen Bewegungen, die in ein vorgegebenes Koppelgetriebe eingeleitet werden müssen, damit es zwangläufig ist.
„Zwangläufigkeit ist die Eigenschaft, dass jeder Stellung eines beliebigen Gliedes die Stellung der anderen Glieder eindeutig zugeordnet“ ist.
Bei einer einfachen kinematischen Kette mit einem angetriebenen Glied besteht Zwangläufigkeit bei Laufgrad  F = 1, bei zwei voneinander unabhängig angetriebenen Gliedern besteht Zwangläufigkeit bei Laufgrad  F = 2 usw.
Ein Laufgrad von null kennzeichnet eine starre Kette.
Der Laufgrad F kann mit Hilfe der Grüblerschen Gleichung aus den Beweglichkeiten aller im Getriebe vorkommenden Gelenke gefolgert werden.  
Der Beweglichkeitsgrad {\displaystyle b}  entspricht dem in statischen Systemen angewendeten Freiheitsgrad {\displaystyle f}, wobei dieser Begriff sowohl für die Bewegungsfreiheit jeder einzelnen Verbindung als auch für die des ganzen Systems angewendet wird. Ein statisches System (z. B. ein Tragwerk) ist aber im Unterschied zu einer kinematischen Kette (z. B. ein Zahnradgetriebe) als Ganzes unbeweglich. Eine Kontrollrechnung  muss eine Unbeweglichkeit (dazu ist {\displaystyle f\leq 0} notwendig) aller Teilsysteme ergeben. 